# Günstner Wasserfall
Der Günstner oder Günster Wasserfall ist ein Wasserfall des Schöderbachs im Bezirk Murau. Mit einer Fallhöhe von 65 Metern ist er der höchste Wasserfall der Steiermark und zählt zu den touristischen Attraktionen der Region. Etwa 250 bis 300 Liter Wasser stürzen pro Sekunde über kristalline Felsen, durch zwei vom Wasser ausgeschliffene Kessel und drei imposante Kaskaden herab.

## Geschichte
Bis 1906 wurden Leitern und Aufstiegshilfen errichtet, über die der Wasserfall begehbar gemacht wurde. Die offizielle Eröffnungsfeier fand am 12. August 1906 statt. Während des Ersten Weltkrieges wurden die Aufstiegshilfen jedoch morsch und herabfallende Steine zerstörten die Leitern.
1930 begann der Verschönerungsverein von Schöder mit dem Bau von neuen Stiegen. Zur Fertigstellung am 8. Juni 1931 wurde die Marmortafel mit der Inschrift am Fuße des Falles angebracht.
In den Jahren 1954 und 1955 wurde die Anlage renoviert und der Steg neu errichtet. Die letzte Renovierung erfolgte im Jahre 1994.
Der Wasserfall hätte einem Elektro-Werk weichen sollen. Er war aber bereits rechtsgültig durch die Verfügung der Bezirkshauptmannschaft Murau vom 12. September 1957 zur einstweiligen Sicherung geschützt. Am 20. Jänner 1959 wurde der Günstner Wasserfall mit Verordnung der Bezirkshauptmannschaft endgültig zum Naturdenkmal erklärt und so dauerhaft vor Eingriffen geschützt.